# Willy Wonka
Willy Wonka er en fiktiv figur i Roald Dahls roman Charlie og chokoladefabrikken fra 1964.
Willy Wonka er verdens bedste chokoladefabrikant og lever et liv isoleret fra omverden i sin gigantiske fabrik Wonkaland. Willy Wonka er en mand uden barndom, faderen var den strenge og dominerende tandlæge Dr. Wonka, som Willy brød al kontakt med som 11-årig.
Willy Wonkas lidenskab er chokolade og slik, som en slags hån mod tandlæge-faderen, der aldrig gav ham lov til at spise slik som barn. Willy Wonka har vundet en mængde priser for sit slik, og hans chokoladefabrik er den største i verden, 50 gange så stor som den næststørste.
Willy Wonka er blevet spillet af blandt andet Gene Wilder i filmen Willy Wonka and the Chocolate Factory fra 1971. Johnny Depp spillede rollen i Charlie og chokoladefabrikken (film) fra 2005 og Timothée Chalamet i 2023-filmatiseringen med titlen Wonka. I satirekomediefilmen Epic Movie spillede skuespilleren Crispin Glover en fjollet udgave af Depps rolle.